# Passage de Comines
Le passage de Comines est un élément préalable de la bataille de Roosebeke, également appelée « bataille du Mont-d'Or ». Il se déroule à Comines où l'armée du roi Charles VI de France réussit à traverser la Lys le 19 novembre 1382, pendant que Philippe van Artevelde assiège Audenarde.

## Le contexte
Louis de Male, comte de Flandre, est en butte à la révolte des tisserands gantois depuis 1379. Forcé de se retrancher à Lille par l'attaque de Bruges menée par Philippe van Artevelde, il doit faire appel à son gendre Philippe le Hardi, duc de Bourgogne. Ce dernier, qui sait devoir hériter du comté à la mort de Louis II, convainc facilement le jeune Charles VI, dont il est l'oncle et le tuteur, d'organiser cette expédition en Flandre.
Bien qu'elle ne fût pas partie prenante dans cet affrontement précis, l'Angleterre a souvent compté la Flandre parmi ses alliés pendant la guerre de Cent Ans. L'importante industrie textile de cette région constitue un des principaux débouchés de la laine produite par les éleveurs de moutons anglais et la laine est à cette époque le premier produit d'exportation de l'économie anglaise. Les Flamands ont d'ailleurs espéré, en vain, que l'Angleterre envoie des troupes leur prêter main-forte dans cette affaire. On comprend donc aisément l'intérêt de la France d'assurer le pouvoir d'un comte qui certes louvoya longtemps entre ses amitiés françaises et anglaises, mais en définitive avait fini par rejoindre le parti Valois en mariant sa fille au duc Philippe II de Bourgogne en 1369.
En outre, les Flamands avaient embrassé le parti du pape Urbain VI alors que le roi de France appuyait Clément VII, ce qui a pu constituer un argument supplémentaire pour convaincre Charles VI d'engager des troupes en faveur de Louis de Male, bien que ce dernier, pour des raisons évidentes de politique intérieure, préféra personnellement soutenir le pape de Rome.

## Passage de la Lys
Artevelde assiège Audenarde. L'armée française veut, pour le rejoindre, franchir la Lys au pont de Comines; mais ce dernier a été détruit par les troupes d'Artevelde. Elle y rencontre 900 soldats flamands commandés par Peter van den Bossche.
Quelques seigneurs alors, à l'insu du connétable Olivier de Clisson, tentent une entreprise aventureuse pour passer la Lys à deux lieues au-dessous du pont de Comines.
On trouve parmi eux le sire de Saint-Py et plusieurs autres : ils font venir de Lille des barques et des cordages et se mettent à l'œuvre. Saint-Py passe le premier avec neuf hommes, il est rapidement suivi par ses compagnons et lorsque Clisson averti veut se faire rendre compte de leur opération, 150 sont déjà sur l'autre bord.
Plusieurs autres seigneurs : Guy XII de Laval, Rohan, la Bellière et beaucoup d'autres effectuent aussi le passage. Ils suivent alors Saint-Py. Clisson hésite de crainte de voir cette faible troupe écrasée par l'armée ennemie, mais se laisse entraîner. Il autorise le passage et le favorise en occupant les Flamands aux abords du pont. Saint-Py, Laval, Rohan et les autres attaquent le capitaine ennemi, le mettent en fuite. 400 chevaliers passent le fleuve. Jean II Le Meingre, dit Boucicaut, s'illustre lors de ces combats et est adoubé ce jour même par Louis II de Bourbon.
Bientôt, le pont a été reconstruit, le gros de l'armée française a traversé et sa force supérieure a rapidement permis de battre les lanciers flamands. Van den Bossche a été blessé dans la lutte, mais a réussi à s'échapper. Après cette escarmouche, un certain nombre de villes flamandes demandent la paix, en versant une rançon au roi de France.

### Sources et bibliographie
- Étienne-Louis Couanier de Launay, Histoire de Laval (818-1855), Imp. Godbert, 1856, 608 p. [détail des éditions] (lire en ligne), p. 117.